# Konaginabele, Devanhalli
Konaginabele là một làng thuộc tehsil Devanhalli, huyện Bangalore Rural, bang Karnataka, Ấn Độ.